# Masdevallia fulvescens
Masdevallia fulvescens är en orkidéart som beskrevs av Robert Allen Rolfe. Masdevallia fulvescens ingår i släktet Masdevallia och familjen orkidéer. Inga underarter finns listade i Catalogue of Life.